# Eupomatia barbata
Eupomatia barbata là một loài thực vật có hoa trong họ Eupomatiaceae. Loài này được Jessup mô tả khoa học đầu tiên năm 2002.